# IC 1235
IC 1235 је спирална галаксија у сазвјежђу Змај која се налази на листи објеката дубоког неба у Индекс каталогу.
Деклинација објекта је + 63° 6' 58" а ректасцензија 16h 52m 3,1s. Привидна величина (магнитуда) објекта IC 1235 износи 14,1 а фотографска магнитуда 14,9. IC 1235 је још познат и под ознакама MK 1109, CGCG 320-47, PGC 59146.